# Конселиче
Конселиче (итал. Conselice) —  коммуна в Италии, располагается в регионе Эмилия-Романья, подчиняется административному центру Равенна.
Население составляет 9207 человек (на 2004 г.), плотность населения составляет 147 чел./км². Занимает площадь 60 км². Почтовый индекс — 48017. Телефонный код — 0545.
Покровителем коммуны почитается святитель Мартин Турский, празднование 11 ноября.